# Agriornis montanus
El gaucho serrano (en Argentina) (Agriornis montanus), también denominado mero gaucho (en Chile), mero gaucho boliviano, atrapamoscas coliblanco (en Colombia), arriero de pico negro (en Perú) o arriero piquinegro (en Ecuador), asimismo conocido como huaychao (del quechua: waychaw), es una especie de ave paseriforme de la familia Tyrannidae perteneciente al género Agriornis. Es nativo de regiones andinas y patagónicas desde el noroeste hasta el sur de América del Sur. 

## Distribución y hábitat
Se distribuye a lo largo de la cordillera de los Andes desde el sur de Colombia, por Ecuador, Perú, Bolivia, hasta el sur de Chile y Argentina, país donde se extiende hasta la costa atlántica de la Patagonia. Las poblaciones más sureñas migran hacia en norte en los inviernos australes.
Se distribuye ampliamente, pero nunca es especialmente numeroso, en praderas de páramo y puna y en terrenos de agricultura y ganadería con árboles y arbustos dispersos, principalmente entre 2500 y 4200 m s. n. m. de altitud, pero casi hasta el nivel del mar más hacia el sur.

## Descripción
Mide 24 cm de longitud. Su pico, terminado en gancho, es negro (más pálido en la base en los inmaduros); el iris es de amarillento a marfil. Por arriba es pardo grisáceo, con una indistinta banda supraloral blanquecina, alas moreno oscuro. La cola es mayormente blanca, conspicua en vuelo, con el par central de plumas negruzco. La garganta es blanca estriada de pardo; el pecho y los flancos son pardo ceniza y el medio vientre blanquecino. Aves sureñas (desde el sur de Bolivia), tienen menos blanco en la cola, y sus iris pueden ser oscuros.

## Comportamiento
Generalmente solitarios, se encaraman en lo alto de una roca, arbusto o árbol bajo, desde donde descienden al suelo para capturar presas, algunas veces cerniéndose brevemente antes de atacar. Mientras forrajean se mueven incansablemente y también corren por el suelo. Algunas veces puede parecer incauto, pero cuando reaccionan pueden volar largas distancias al ras del suelo.

### Alimentación
Su dieta consiste de grandes insectos, pequeños mamíferos, lagartijas, ranas y también semillas.

### Reproducción
Los nidos son encontrados entre diciembre y enero en Argentina; huevos en noviembre en el norte y centro de Chile; polluelos en octubre en el sur de Perú (Arequipa).

### Vocalización
No son muy vocales, pero emiten un sonoro y silbado «juii, juiiu» o simplemente «juiiu».

## Sistemática

### Descripción original
La especie A. montanus fue descrita por primera vez por los naturalistas franceses Alcide d'Orbigny y Frédéric de Lafresnaye en 1837 bajo el nombre científico Pepoaza montana; la localidad tipo es «Chuquisaca, Bolivia».

### Etimología
El nombre genérico masculino «Agriornis» se compone de las palabras del griego «agrios» que significa ‘feroz’, ‘bravo’, y «ornis, ornithos» que significa ‘ave’; y el nombre de la especie «montanus», en latín significa ‘montana’, ‘de las montañas’.

### Taxonomía
La subespecie intermedius posiblemente es una variación clinal de insolens, de la nominal y de maritimus, ya que es fenotípica y geográficamente intermediaria entre las tres y no exhibe un conjunto constante de caracteres diagnosticables. La subespecie descrita A. montanus leucurus Gould, 1839 (desde la Patagonia) fue considerada un sinónimo de maritimus, de quien no parece distinguible.

### Subespecies

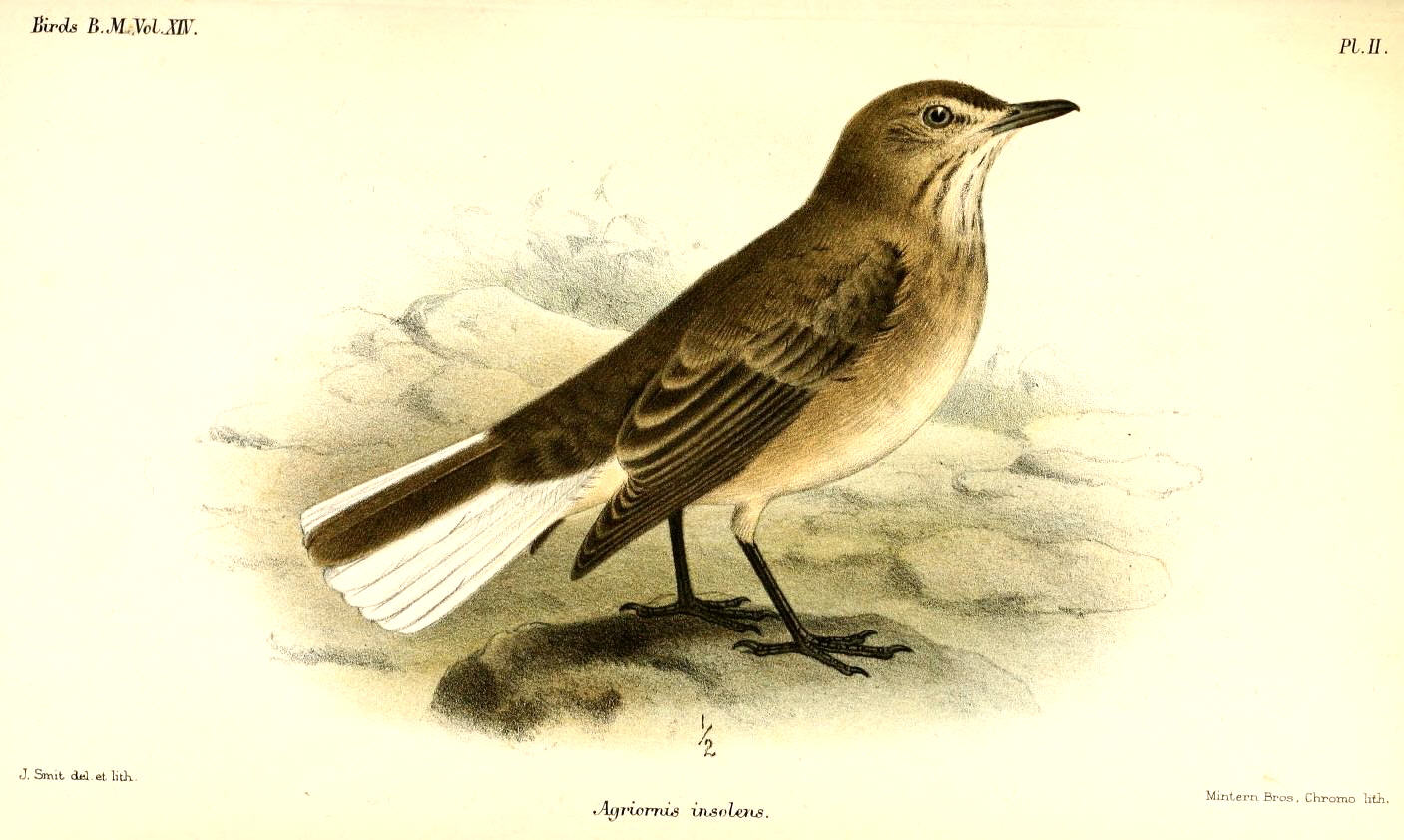
A. m. insolens, ilustración de Joseph Smit, 1888

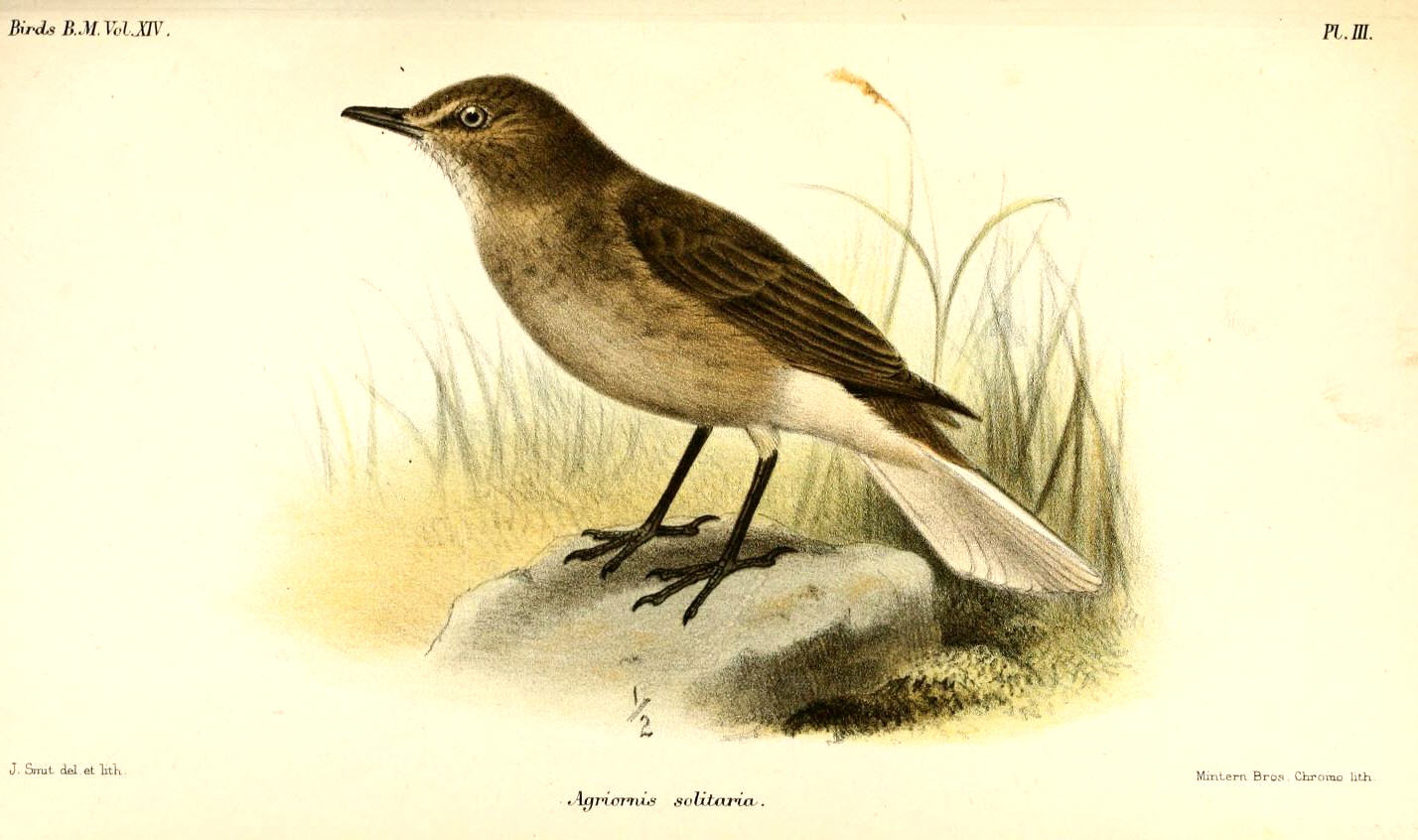
A. m. solitarius, ilustración de Joseph Smit, 1888

Según la clasificación Clements Checklist, se reconocen cinco subespecies, con su correspondiente distribución geográfica:
- Agriornis montanus solitarius P.L. Sclater, 1859 – Andes del sur de Colombia (Nariño) y Ecuador.
- Agriornis montanus insolens P.L. Sclater & Salvin, 1869 – zona templada de Perú.
- Agriornis montanus intermedius Hellmayr, 1927 – oeste de Bolivia (La Paz, Oruro) y extremo norte de Chile (noreste de Tarapacá).
- Agriornis montanus montanus (d’Orbigny & Lafresnaye, 1837) – este y sur de Bolivia y noroeste de Argentina (Jujuy al sur hasta Tucumán y La Rioja).
- Agriornis montanus maritimus (d’Orbigny & Lafresnaye, 1837) – Andes del centro y sur de Chile (Tarapacá hasta Magallanes) y centro oeste y suroeste de Argentina (oeste de Mendoza hasta el oeste de Santa Cruz); también en el centro de Argentina, en colinas de Córdoba, sur de Buenos Aires y meseta de Somuncurá.

El Congreso Ornitológico Internacional (IOC)  reconoce una sexta subespecie:
- Agriornis montanus fumosus Nores & Yzurieta, 1983 - Sierras de Córdoba en el centro de Argentina.

## Creencias populares
El huaychao —cuya denominación proviene de la lengua quechua: waychaw— es considerado una señal de mal augurio en las comunidades andinas, fácilmente reconocible por su canto particular. Se cree que si se escucha el canto de esta ave durante o antes de un viaje, y especialmente si canta una o dos veces, significa entonces que se debe tomar gran precaución en adelante.